# Paepalanthus anamariae
Paepalanthus anamariae är en gräsväxtart som beskrevs av Nancy Hensold. Paepalanthus anamariae ingår i släktet Paepalanthus och familjen Eriocaulaceae. Inga underarter finns listade i Catalogue of Life.